# Sachsen bei Ansbach
Sachsen bei Ansbach, Sachsen b.Ansbach – miejscowość i gmina w Niemczech, w kraju związkowym Bawaria, w rejencji Środkowa Frankonia, w regionie Westmittelfranken, w powiecie Ansbach. Leży około 6 km na wschód od Ansbachu, przy linii kolejowej Norymberga - Aalen.

## Dzielnice
W skład gminy wchodzą następujące dzielnice: 
- Alberndorf
- Hirschbronn
- Milmersdorf
- Neukirchen
- Rutzendorf
- Steinbach
- Volkersdorf

## Polityka
Rada gminy:
|      | SPD | CSU | Niezależna Grupa Wyborcza | Razem     |
| 2002 | 3   | 9   | 5                         | 17 miejsc |